# Riethüsli
Riethüsli ist ein Quartier der Schweizer Stadt St. Gallen. Es liegt im Süden der Stadt am Tal des Wattbachs, der die Quartier-, Gemeinde- und Kantonsgrenze zum Kanton Appenzell Ausserrhoden bildet. Im Osten grenzt es an St. Georgen, im Nordosten an die Innenstadt, im Norden an das Rosenbergquartier und auf ganz kurzer Strecke an das Quartier Lachen und im Norden und Westen an Bruggen.
Das Wahrzeichen des Quartiers ist der Nestweier. Der Weiher erscheint zum ersten Mal auf einem Stadtplan von 1830. Wann und zu welchem Zweck der Weier angelegt wurde, sei nicht bekannt.
Laut der statistischen Erhebung des Kantons St. Gallen vom Jahr 2014 wohnten zu jener Zeit im Riethüsli 4423 Personen, wobei der Anteil der Schweizer Bürger mit 74 % etwas höher als der städtische Durchschnitt von 70 % lag.

## Geographie

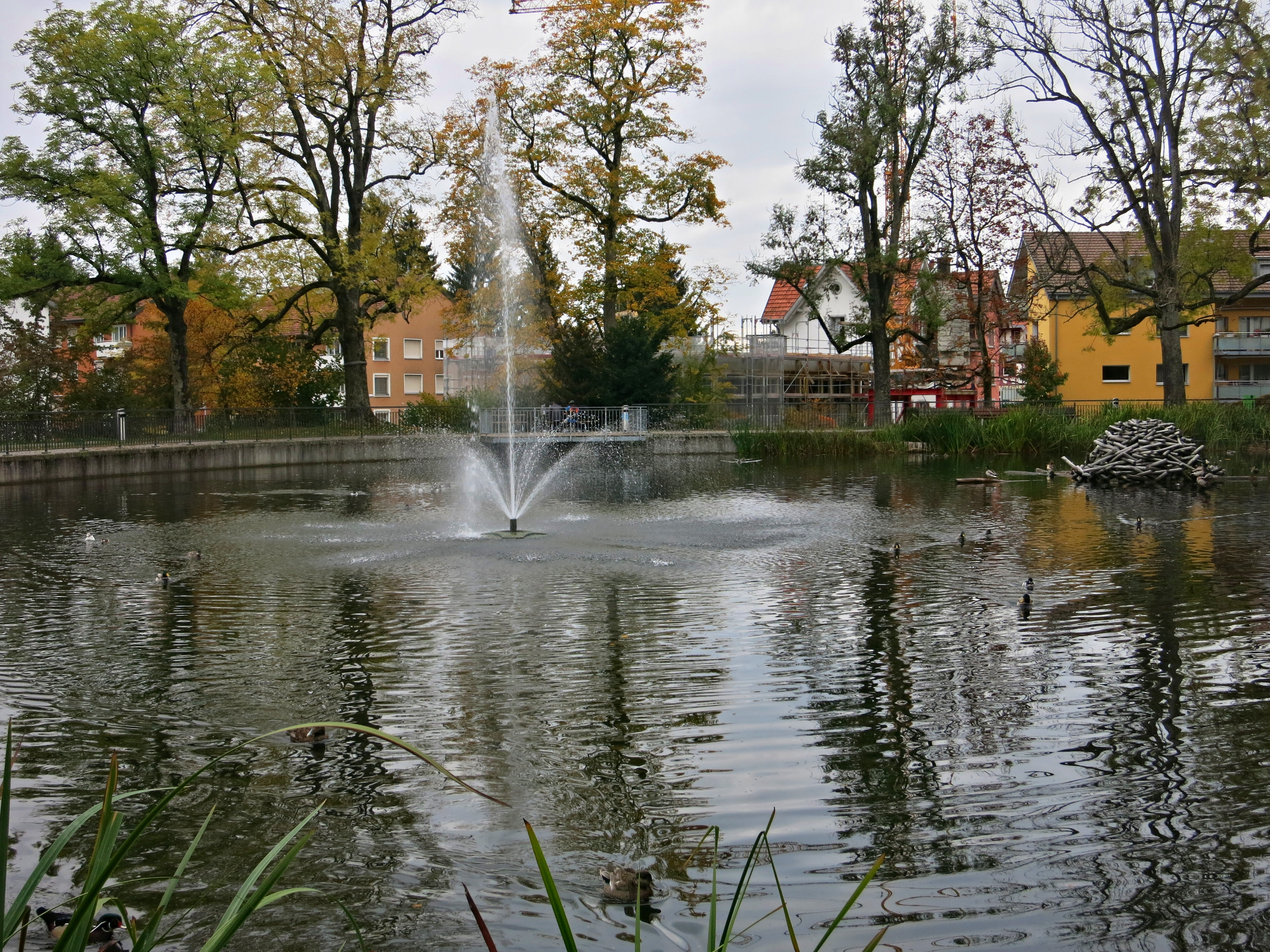
Nestweier (2015)

Das Riethüsli ist ein topographisch komplexes Quartier mit einigen Hügeln und Tälern. Von Norden, dem Gebiet des Stadtzentrums her gesehen, führt ein durchgehender Hang im Süden zur Bernegg (849 m) östlich der Teufenerstrasse und über die Ruckhalde zur Menzlen (889 m) westlich der Teufenerstrasse hinauf. Die Teufenerstrasse erreicht ihren höchsten Punkt auf dem Stadtgebiet beim Nestweier, bevor sie durch einen Taleinschnitt in Richtung Wattbach bei der Liebegg hinunterführt. Westlich der Teufenerstrasse führt der Hang ohne Einschnitte über den Ortsteil Oberhofstetten zur Menzlen hinauf. Östlich der Teufenerstrasse fällt der südliche Bernegghang steil ins 'Tal der Demut', das nach St. Georgen führt, ab. Das etwa 100 Meter breite Tal ist Teil einer eiszeitlichen Abflussrinne, die von den Drei Weiern her Gletscherwasser Richtung Westen und dann durch den oben erwähnten Taleinschnitt nach Süden zum Wattbachtobel abführte. Südlich des Tals der Demut steigt der Hang zum Falkenwald und Richtung Ringelberg (St. Georgen) hinauf. Die beiden Erhebungen fallen an der Südgrenze des Quartiers und der Gemeinde zum Wattbach ab, östlich der Liebegg ins Brandtobel, westlich davon in den Wattwald.

## Verkehr

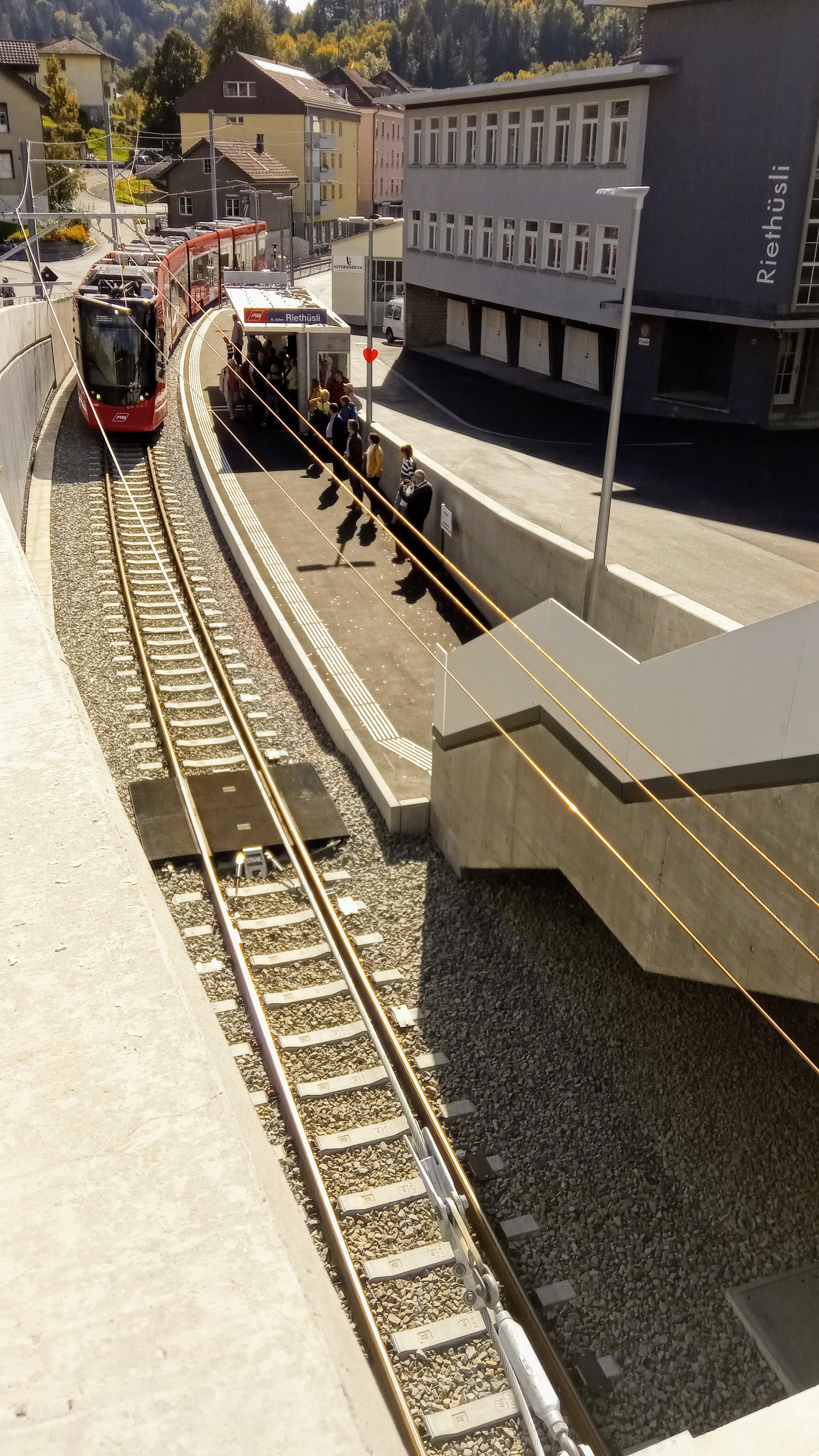
Station Riethüsli der Appenzeller Bahnen beim Portal des Ruckhaldetunnels.

Das Quartier ist mit der Trolley-Buslinie 5, der Autobuslinie 10 und durch die Appenzeller Bahnen mit der Innenstadt verbunden. Das Quartier wird durch die Hauptverkehrsachse von St. Gallen ins Appenzellerland, die Teufenerstrasse durchschnitten, wobei 2016 die Verkehrsbelastung an Werktagen durchschnittlich 13'764 Fahrzeuge betrug. Um die Folgen des Pendlerverkehrs einzudämmen, wurde eine Petition für die Untertunnelung des Quartiers gemacht, die allerdings lange Zeit keine Resultate zeitigte. Im Jahr 2018 wurde im Rahmen des 17. Strassenbauprogrammes der Bau der sogenannten Teilspange beschlossen, der einen unterirdischen Autobahnanschluss im Gebiet des Güterbahnhofs und eine Weiterführung des Verkehrs Richtung Teufen in einem Tunnel bis Lustmühle vorsieht. Mit einer Fertigstellung wird im Jahr 2030 gerechnet. Auf beiden Seiten der Teufenerstrasse steigt das Gelände stark an, wobei vor allem auf der westlichen Seite Wohnquartiere am Hang angesiedelt sind. Das bisher sowohl durch die Strasse als auch die Geleise der Appenzeller Bahnen zerschnittene Quartierzentrum sollte nach der Inbetriebnahme der im Oktober 2018 fertig gestellten Durchmesserlinie und des Ruckhaldetunnels neu und attraktiver gestaltet werden. Die Neugestaltung wurde im September 2020 abgeschlossen, wurde im Quartier aber weiterhin kritisch aufgenommen. Der Rückbau der Bahnlinie am Ruckhaldehang machte diesen als Bauland für Wohnhäuser verfügbar. Er war 2020 die grösste Baulandreserve der Stadt, und es wurden schon vor dem Rückbau erste Projekte vorgestellt. Obwohl das Gebiet immer im Zusammenhang mit dem Riethüsli genannt und wahrgenommen wird, gehört dieser Teil der Ruckhalde zum Quartier Bruggen.

## Schulen

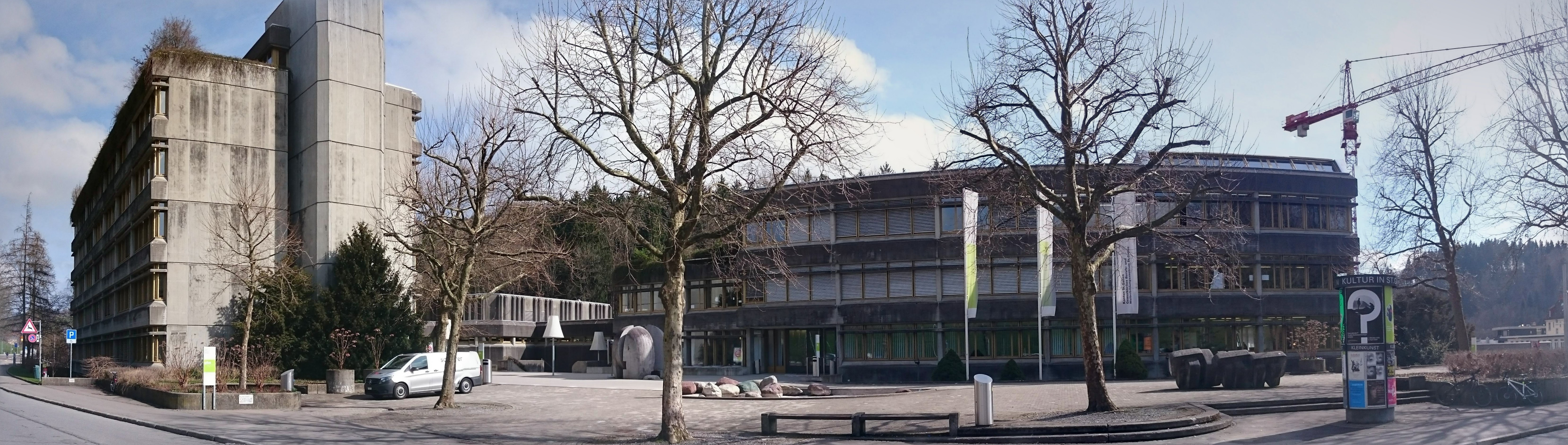
Gewerbliches Berufs- und Weiterbildungszentrum St. Gallen, Standort Riethüsli

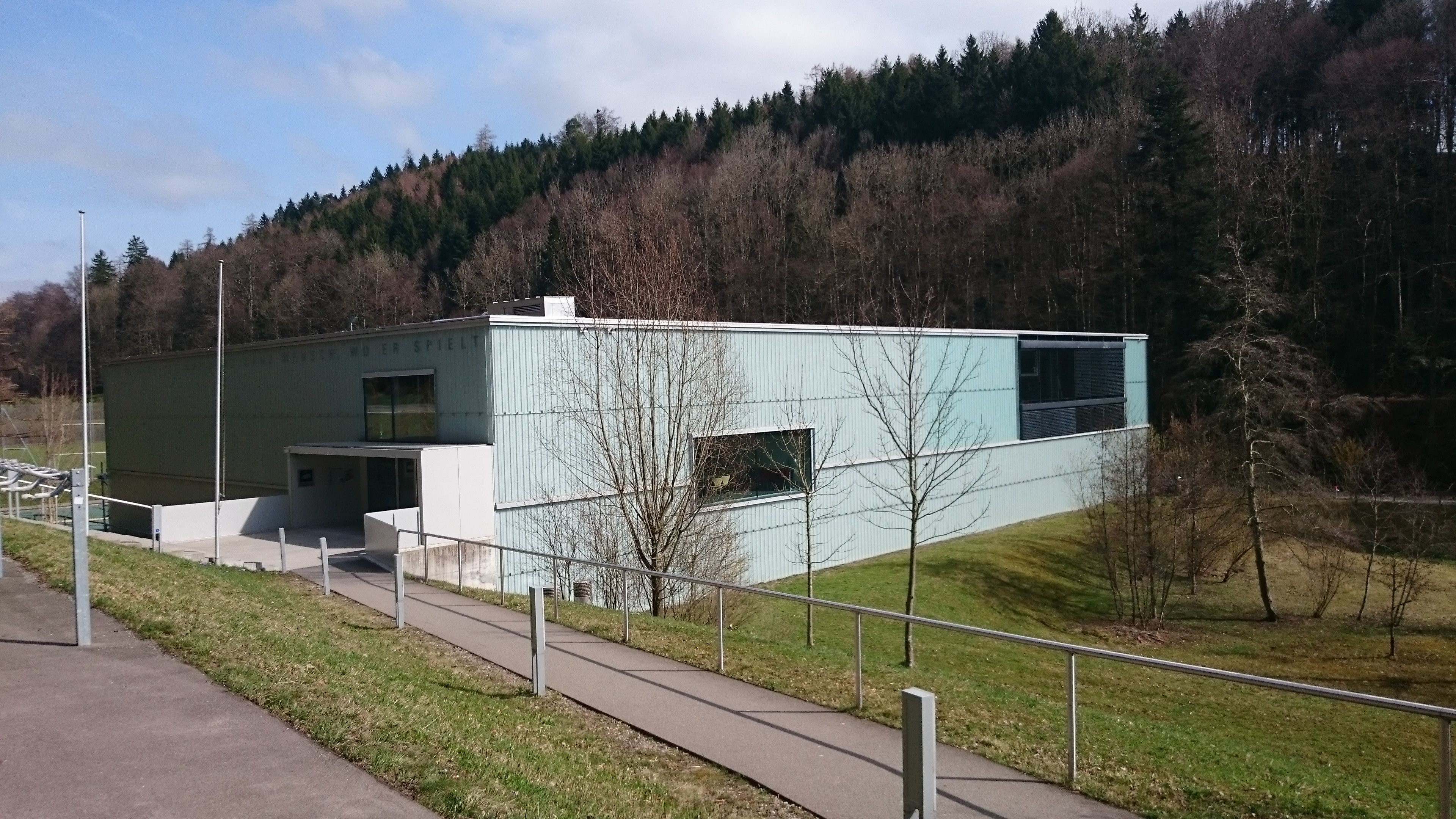
Turnhalle Gewerbliches Berufs- und Weiterbildungszentrum St. Gallen, Standort Riethüsli

Das Quartier wird stark von einem Standort des Gewerblichen Berufs- und Weiterbildungszentrums St. Gallen (GBS) an der Demutstrasse geprägt. Der betreffende Standort beherbergt die Schule für Gestaltung St. Gallen, von der hier sowohl die Grund- als auch die Weiterbildungsabteilung einquartiert ist. Ausserdem befindet sich hier die Abteilung für technische Berufe aus den Bereichen Elektrotechnik und Informatik. Die Schule wurde 1975 eröffnet. 1976 wurde der Vorplatz mit einer Plastik des Künstlers Rudolf Schawalder aus Widnau geschmückt.  2009 stürzte das Dach der neuen Turnhalle Tal der Demut kurz vor Unterrichtsbeginn aufgrund eines Baufehlers an der Dachkonstruktion unter einer frisch gefallenen Schneelast ein. Das Unglück forderte keine Opfer oder Verletzte. Auch nach einem längeren Prozess konnte nicht ermittelt werden, wer genau am Fehler schuldig war. Ursprünglich waren verstärkte Träger vorgesehen, die der Schneelast stand gehalten hätten, bei der Bauausführung wurden aber Träger ohne Verstärkung verwendet. Das Verfahren wurde eingestellt, auch um den blockierten Wiederaufbau der Turnhalle zu ermöglichen.
Das Riethüsli verfügt über ein aus mehreren Gebäuden bestehendes Primarschulhaus. Das Ensemble wurde zwischen den Jahren 1966 und 1974 erbaut und gilt seit den frühen 2000er Jahren als renovierungsbedürftig. Im Jahr 2008 wurde ein Wettbewerb für die Sanierung ausgeschrieben. Das Siegerprojekt war allerdings so teuer, dass entschieden wurde, ein ganz neues Schulhaus zu bauen. 2011 wurde ein entsprechender Wettbewerb ausgeschrieben und 2012 ein Siegerprojekt gekürt. Wegen Budgetproblemen wurde das Projekt in der Folge aber aus der Budgetplanung gekippt und lediglich unaufschiebbare Reparaturarbeiten durchgeführt. Nach einer weiteren Verschiebung des geplanten Baubeginns im Jahr 2021 wurde der Neubau im Herbst 2022 in Angriff genommen. Provisorische Unterrichtsräume für die Zeit des Baus wurden u. a. in einer Turnhalle eingerichtet. Der Neubau, dessen Budget von 50 Millionen Franken im November 2020 vom St. Galler Stimmvolk mit grosser Mehrheit gut geheissen wurde, soll 2025 fertiggestellt sein.

## Historisches

Der Liebeggweiher zwischen 1900 und 1910.

Das Restaurant „Scheffelstein“ auf einer Postkarte aus der Zeit kurz nach seiner Errichtung 1904.

Das Riethüsli verfügte von 1929 bis 1962 über eine 40-Meter-Skisprungschanze am Hang westlich der Teufenerstrasse auf der Höhe der Haltestelle der Appenzeller Bahnen. Die Schanze wurde vom Skiclub Riethüsli betrieben, der auch Nachtspringen auf der Schanze veranstaltete. Der Schanzenrekord wurde 1954 mit 42,5 m vom Schweizer Springer Andreas Däscher aufgestellt. Die Schanze wurde 1962 abgerissen, als auf dem Gebiet des Auslaufes eine Wohnüberbauung und eine Tankstelle errichtet wurden.

Flugaufnahme des Riethüsli-Quartiers vom Jahr 1924: Vorne rechts von der Bildmitte der Nestweiher, daran vorbeiführend die Teufenerstrasse, dahinter am Hang die ehemalige Grossgärtnerei Wartmann. Der Hang der einstigen (erst später erstellten) Skisprungschanze ist oberhalb der Teufenerstrasse am linken Bildrand zu erkennen. Zuvorderst im Bild das sehr markante Restaurant Scheffelstein.

Etwas südlich der ehemaligen Skischanze wurde 1968 der Liebeggweiher, der 1860 direkt neben dem Wattbach angelegt worden war, abgelassen und aufgeschüttet, da Verschlammung und Geruchsemissionen ein Dauerthema waren. Auf dem Areal wurde Baugrund für ein Wohnhaus geschaffen. In dem 'Liebegg' genannten Gebiet hatten sich wegen der leicht nutzbaren Wasserkraft seit den 1820er-Jahren einige Kleinindustriebetriebe angesiedelt. 1860 wurde sowohl der Liebeggweiher angelegt als auch eine Kartonfabrik errichtet, die 1871 zu einer Bauholzsägerei umgebaut wurde, die 1980 stillgelegt wurde. Der Strom der Sägerei wurde lange Zeit durch eine Turbine erzeugt, die mit dem Wasser des Liebeggweihers angetrieben wurde, bis dieser aus den oben genannten Gründen abgelassen wurde. Die Säge wurde 2013 in das Inventar der Schweizerischen Gesellschaft für Technikgeschichte und Industriekultur aufgenommen. Eines der wenigen markanten Gebäude des Riethüsli war lange Zeit das Restaurant „Scheffelstein“. Das nordöstlich vom Nestweiher auf dem Ruhberg gelegene Gebäude war 1904 gebaut und nach dem 1887 weiter oben am Hang errichteten Gedenkstein für den Schriftsteller Joseph Victor von Scheffel benannt worden. Durch seine prominente Lage und die prächtige Architektur wurde das Restaurant zu einem markanten St. Galler Wahrzeichen und einem Teil des städtischen Naherholungsgebietes. Einer der Speisesäle war mit Szenen aus Scheffels Roman 'Ekkehard' geschmückt. Am 19. August 1943 brannte das Scheffelstein, und der Dachstock stürzte ein. Beim Wiederaufbau wurde auf die 'Monumentalität' verzichtet, und das Gebäude bekam einen herkömmlichen Dachaufbau, der bis heute besteht. Der Restaurationsbetrieb in dem nun unauffälligeren Gebäude wurde bald aufgegeben. Heute sind Wohnungen und Gewerberäume in dem Gebäude untergebracht.
Der westliche Teil des Quartiers gehörte bis 1918 zur dannzumal an St. Gallen angeschlossenen Gemeinde Straubenzell, so zum Beispiel der Quartierteil Hofstetten mit dem Solitüdenhang.